# Dalsholmen
Dalsholmen est une île norvégienne du comté de Hordaland appartenant administrativement à Osterøy.

## Description
Rocheuse et désertique, à fleur d'eau, elle s'étend sur environ 96 m de longueur pour une largeur approximative de 41 m. 